# Stanisław Biskupski (1898–1944)

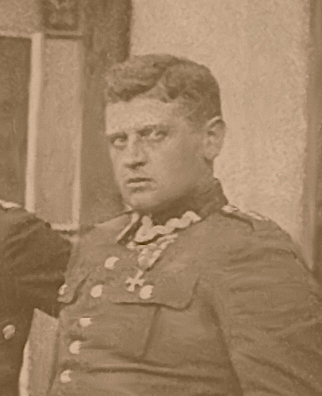
Stanisław Biskupski ok. 1928

Stanisław Biskupski, ps. „Szreniawski” (ur. 21 listopada 1898 w Warszawie, zm. 5 stycznia 1944 tamże) – kapitan administracji Wojska Polskiego, działacz niepodległościowy, harcerz, inwalida wojenny.

## Życiorys
Urodził się 21 listopada 1898 w Warszawie, w rodzinie Wincentego, adwokata, i Izabelli z Bratkowskich. W 1912, jako uczeń drugiej klasy, wstąpił do organizacji skautowej działającej konspiracyjnie w Królestwie Polskim. Był kolejno harcerzem, zastępowym, drużynowym.
15 sierpnia 1916 został członkiem Polskiej Organizacji Wojskowej. Odbył szkolenie podstawowe i kurs podoficerski, został dowódcą zastępu. W 1917 wziął wraz z zastępem udział we wszystkich wystąpieniach antyniemieckich w Warszawie. Zastęp prowadził również akcje rozrzucania i rozklejania ulotek skierowanych przeciw okupantowi. Jako instruktor szkoły podoficerskiej wyróżnił się przy rekrutacji młodzieży szkolnej wyższych klas do organizacji. W początku 1918 otrzymał rozkaz przygotowania planu rozbrojenia Niemców w rejonie działania zastępu, lecz w marcu został zdekonspirowany, zaaresztowany i uwięziony w Cytadeli Warszawskiej. Został zwolniony po trzech miesiącach i oddany pod dozór policyjny. W październiku został ponownie aresztowany jako podejrzany o współuczestnictwo w zamachu na dr. Ericha Schultze, naczelnika niemieckiej policji politycznej. Został zwolniony po trzech tygodniach uwięzienia w Cytadeli.
11 listopada wziął udział w rozbrajaniu Niemców. Wieczorem, wraz z całym dawnym zastępem POW, został odkomenderowany do powstałej tego dnia Legii Akademickiej. 26 listopada 1918 jednocześnie z przeformowaniem Legii Akademickiej w regularny oddział, został nominowany na podoficera POW. Z powstałym z Legii  36 Pułkiem Piechoty uczestniczył w wojnie polsko-ukraińskiej na terenie Galicji Wschodniej i na Wołyniu. Od 3 lipca do 1 listopada 1919 był uczniem 15. klasy Szkoły Podchorążych. 9 grudnia 1919 został mianowany z dniem 1 grudnia 1919 podporucznikiem w piechocie i przydzielony do 22 pułku piechoty z równoczesnym odkomenderowaniem do Oddziału II Sztabu Generalnego (Sekcja 2 - Wywiad, Wydział 5 - Defensywa).
W sytuacji zagrożenia Warszawy przez Armię Czerwoną, 22 lipca 1920 r. Generalny Inspektor Armii Ochotniczej, gen. Józef Haller wydał rozkaz o sformowaniu Dywizji Ochotniczej. Na dowódcę dywizji, wyznaczony został ppłk Adam Koc. Stanisław Biskupski został przydzielony do pułku ochotniczego POW, który został przekształcony w 201 Pułk Piechoty, z uwagi na dużą liczbę harcerzy w szeregach nazwany „harcerskim”. Jest zastępcą dowódcy 8 kompanii.
Planując stoczenie generalnej bitwy z sowieckimi wojskami Frontu Zachodniego nad Wisłą, Józef Piłsudski nakazał utworzenie 5 Armii, z zadaniem osłony północnego skrzydła frontu polskiego między granicą pruską a Bugiem. Armia ta miała prowadzić działania obronne, utrzymując przeprawy na Narwi oraz przeciwdziałać próbom marszu Armii Czerwonej ku dolnej Wiśle i Modlinowi. Dywizja Ochotnicza weszła w skład 5 Armii. Energiczne natarcie nieprzyjaciela zmusiło 5 Armię do odwrotu. W końcu lipca 201 Pułk bronił przepraw na Narwi w okolicach Łap. 1 sierpnia 1920 Pułk został oskrzydlony w okolicach Szepietowa wskutek cofnięcia się sąsiadującego 4 Pułku Piechoty Legionów. Podporucznik Biskupski, pomimo zapadającego zmroku i pojawiających się patroli kawalerii bolszewickiej, udaje się z trzema żołnierzami do sąsiedniej wsi w celu nawiązania kontaktu z 4 Pułkiem. Otoczony przez bolszewików, przebija się do swojej kompanii. Kieruje jej obroną przed nacierającymi siłami nieprzyjaciela. Umożliwia to przegrupowanie 201 Pułku i rozpoczęcie nakazanego odwrotu. W bezpośredniej styczności z nieprzyjacielem wycofuje własną kompanię. Idąc w straży tylnej zostaje zaatakowany z niewielkiej odległości granatami. Ze strzaskaną ręką i znacznym upływem krwi, zostaje wzięty do niewoli. W szpitalu amputowano mu prawą rękę.
21 sierpnia 1920 został uwolniony z niewoli, a po wyzdrowieniu, wrócił do służby w Oddziale II Sztabu Generalnego. W 1922 zostaje porucznikiem, jego macierzystą jednostką był 22 pp. 1 grudnia 1924 prezydent RP nadał mu stopień kapitana z dniem 15 sierpnia 1924 i 26. lokatą w korpusie oficerów administracji (dział kancelaryjny). Pełnił służbę w Komendzie Miasta i Ministerstwie Spraw Wojskowych, a w latach 1928–1929 w Zakładach Amunicyjnych nr 2. Z dniem 31 sierpnia 1929 został przeniesiony w stan spoczynku. W 1934, jako oficer stanu spoczynku pozostawał w ewidencji Powiatowej Komendy Uzupełnień Grudziądz.
Zmarł 5 stycznia 1944 w Warszawie. Na Cmentarzu Powązkowskim w Warszawie znajduje się jego grób symboliczny (kwatera 79-6-29/30/31).
Stanisław Biskupski poślubił w 1928 Leokadię Chrzanowską (1902-1989), z którą miał córkę Teresę Łucję (1928-2018) i syna Andrzeja (1930-1947).

## Odznaczenia
- Krzyż Walecznych trzykrotnie[12]
- Medal Niepodległości – 16 marca 1937 „za pracę w dziele odzyskania niepodległości”[18]
- Medal Pamiątkowy za Wojnę 1918–1921
- Medal Dziesięciolecia Odzyskanej Niepodległości
- Odznaka pamiątkowa Polskiej Organizacji Wojskowej
- Odznaka pamiątkowa 1-go Naczelnego Dowództwa (Sztabu Generalnego) WP